# Rue Transnonain
La rue Transnonain est une ancienne voie de Paris qui était située dans les anciens 6e et 7e arrondissements et qui a été absorbée en 1851 par la rue Beaubourg.

## Situation
Située dans les anciens 6e et 7e arrondissements, cette voie d'une longueur de 238 mètres commençait aux 1-2, rue du Grenier-Saint-Lazare et aux 39-40, rue Michel-le-Comte et se terminait aux 31-33, rue au Maire.
Les numéros de la rue étaient noirs. Le dernier numéro impair était le no 49 et le dernier numéro pair était le no 44.
Les numéros impairs de 1 à 25 et les numéros pairs de 2 à 16 étaient dans l'ancien 7e arrondissement quartier Sainte-Avoye tandis que les numéros impairs de 27 à 49 et les numéros pairs de 18 à 44 étaient dans l'ancien 6e arrondissement quartier Saint-Martin-des-Champs.

## Origine du nom
La forme « Transnonain » est une altération des anciens noms, « Trousse-Nonnain », « Trace-Putain » et « Tasse-Nonnain », car elle fut longtemps habitée par des prostituées.

## Historique
Cette rue est l'une des premières qui s'ouvrit hors de l'enceinte de Philippe Auguste, au delà du Beau-Bourg (dont la limite était la rue du Grenier-Saint-Lazare). Elle prolongeait au nord la rue principale du Beau-Bourg (actuelle rue Beaubourg) et se terminait rue au Maire, au sud de l'enceinte du prieuré Saint-Martin-des-Champs. Elle faisait partie du Bourg Saint-Martin-des-Champs.
Le plus ancien nom de cette rue est « rue de Châlons », en raison de l'hôtel de l'évêque de Châlons, Jean de Sarrebruck, sur l'emplacement duquel on a bâti depuis le couvent des Carmélites qui se trouvait au coin de cette rue et de la rue Chapon,.
La « rue de Châlons » ayant été longtemps habitée par des prostituées, elle prit le nom de « rue Trousse-Nonnain », « rue Trace-Putain », « rue Tasse-Nonnain » et enfin « rue Transnonain ».
En 1220, le cimetière de la paroisse Saint-Nicolas-des-Champs est ouvert dans un clos compris entre la rue Chapon (rue du Cimetière-Saint-Nicolas avant 1851), la rue Transnonain et la rue de Montmorency.
Elle est citée sous le nom de « rue Trassenonain » dans un manuscrit de 1636.
Une décision ministérielle du 18 vendémiaire an VI (9 octobre 1797), signée par Letourneux, fixe la largeur de cette voie publique à 8 mètres. Cette largeur est portée à 12 mètres, en vertu d'une ordonnance royale du 14 janvier 1829.

Le no 12 de la rue Transnonain est le théâtre d'une répression sanglante lors d'une insurrection populaire en 1834 sous le règne de Louis-Philippe Ier réprimée par Thomas Robert Bugeaud.

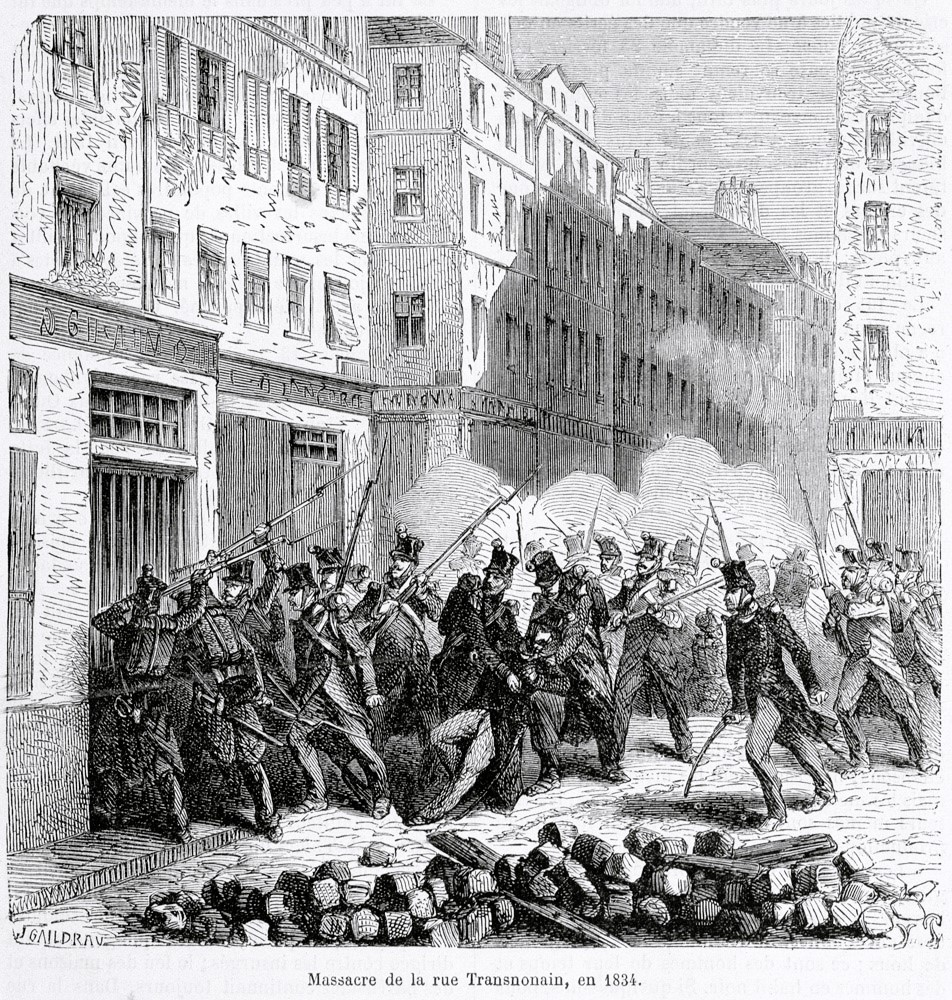
Représailles militaires dans un immeuble de la rue Transnonain le 14 avril 1834, gravure de Jules Gaildrau.
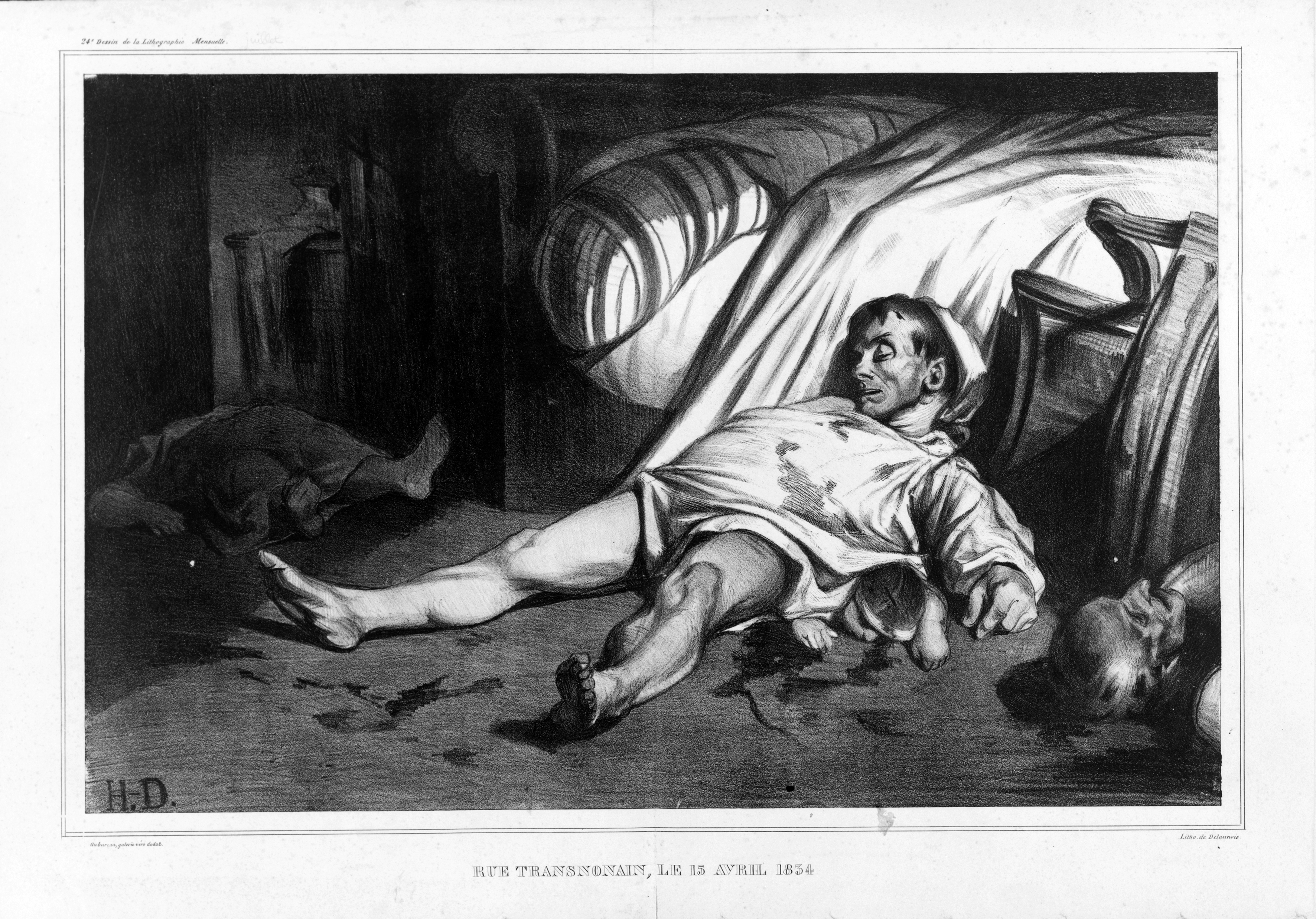
Lithographie du massacre de la rue Transnonain par Honoré Daumier.

En 1767, la voie est prolongée au nord par l'ancien passage au Maire, entre les rues au Maire et Bailly, qui est lui même prolongé depuis 1780 par la rue Saint-Hugues entre la rue de Bailly et la rue Royale-Saint-Martin (actuelle rue Réaumur).
Par arrêté du 11 mars 1851, la « rue Transnonain », le « passage au Maire » et la « rue Saint-Hugues » sont fusionnée dans la rue Beaubourg. Ainsi, la partie de la rue Beaubourg située entre la rue Michel-le-Comte et la rue au Maire correspond à la « rue Transnonain ».